# Oecetis hayagriva
Oecetis hayagriva är en nattsländeart som beskrevs av Schmid 1995. Oecetis hayagriva ingår i släktet Oecetis och familjen långhornssländor. Inga underarter finns listade i Catalogue of Life.